# Louis Cools-Lartigue
Louis Cools-Lartigue, Ordem do Império Britânico, (Roseau, 18 de janeiro de 1905 — 21 de agosto de 1993) foi o primeiro presidente da Dominica, tendo seu mandato entre 1978 e 1979.